# 'Rameau's Nephew' by Diderot (Thanx to Dennis Young) by Wilma Schoen
Pour plus de détails, voir Fiche technique et Distribution.
'Rameau's Nephew' by Diderot (Thanx to Dennis Young) by Wilma Schoen est un film expérimental canadien de Michael Snow, réalisé entre 1972 et 1974.

## Principe
Ce film expérimental au titre extravagant est une réalisation majeure dans l’œuvre de Michael Snow. Destiné à un public anglophone, il présente 26 scènes successives (une référence à l'alphabet latin), chacune étant une variation dans le rapport entre son et image, que ce rapport soit physique, sémantique ou métaphorique. Au passage, le film s’intéresse aussi aux notions de création, par le biais de la mise en abime et l'autoréférence, à la politique et au sexe. Il peut être considéré comme une tentative de « film encyclopédique ».
Malgré son titre, il n'a que peu de rapport narratif avec la nouvelle de Denis Diderot, Le Neveu de Rameau.

## le Titre
L'étrange titre est en réalité un jeu entre différents niveaux de lecture et de références : le roman de Diderot (figure historique réelle et connue) a été offert à Snow par Dennis Young (figure réelle mais peu connue, faisant partie de l'entourage proche de Snow). Dans son titre Diderot fait référence à Jean-Philippe Rameau (compositeur du XVIIIe siècle français, donc figure historique réelle dans l'entourage proche de Diderot) et surtout à son neveu (personnage réel mais rendu fictif par Diderot). Wilma Schoen est une anagramme de Michael Snow (donc figure réelle devenue fictive par le biais d'un alter ego, à la manière de Rrose Sélavy). Le « x » utilisé dans « thanks » est un jeu entre le son et la représentation du son, sujet du film.

## four/fore/for/4
Durant l'ensemble du film, quelle que soit la séquence, l'ensemble de phonèmes [foɹ] et ses homophones sont comptés lorsqu'ils sont prononcés par un des personnages. Ceci dans le cas du chiffre quatre (four), de la préposition for, ou tout simplement du phonème compris dans un mot quelconque comme before, forward ou reformation. Ce décompte devient volontairement absurde puisqu'il comprend aussi le chiffre 4 quand il apparait visuellement sous sa forme symbolique, sans forcément avoir été prononcé. Comme le décompte est toujours présent de façon visuelle dans l'image (par des cartons insérés au montage dans Plane, écrit sur le mur à l'arrière-plan de Embassy...) les 4 du décompte sont donc eux-mêmes comptés. Cette énumération aberrante, surtout arrivé au quarantième for, se joue du lien entre son et représentation du son, mais de façon parodique car inutilisable et fausse.
Des jeux de mots semblables existent ailleurs dans le film sur 1, 2 et 3. Dans Plane, Debbie dit « There are three ones: 1, one and one », Dans Polyphony, Marie dit « By the way, the are 4 twos, the numeral 2, the number 2, the preposition "to" and the adverb too" » et dans Bus, on entend une voix off qui dit « there are two threes ».

## Séquences
Les titres sont des titres de travail et n'apparaissent pas dans le film lui-même. Chaque titre est en anglais.
Les scènes sont séparées par des flashs colorés (rappelant les films de Paul Sharits) dont le rythme change au long du film. Chaque séquence a une durée différente, allant de quelques minutes à presque une heure pour Embassy et Hotel.

### Whistling (Sifflant)
L'artiste sous différents angles est vu en train de siffler des mélodies et rythmes simples. Il tient un micro plus ou moins loin de ses lèvres provoquant dans variations dans le volume et suggérant l'espace du son.

### Focus (mise au point)
Une mise au point est faite sur le mot « Focus » (Mise au point). On entend en français puis en allemand la biographie écrite du musicien Jean-Philippe Rameau lue par une voix off depuis une pochette de vinyle.

### Mom (Piano) (Maman (Piano))
Marie-Antoinette Roy, la mère de Snow, assise à un piano poursuit la lecture de la biographie de Rameau en espagnol. Avec les scènes précédentes c'est aussi un jeu de mots sur l'artiste Whistler et son célèbre tableau Arrangement en Noir et Gris (1871), connu populairement comme Whistler's Mother (qui pourrait aussi se traduire par « la mère du siffleur »).

### Crédits (Générique)
Sur une vue d'un train allant de gauche à droite, un générique se déroule du bas vers le haut tout en étant lu en voix off par quelqu'un qui souffre de bégaiement. La plupart des noms sont des anagrammes du nom de l'artiste. On nous apprend que le film est inspiré du Décaméron de Boccace et de la Bhagavad-Gita, et qu'il est dédié à Alexander Graham Bell.

### Mental (1)
Une boîte de bonbons à la menthe est présentée à la caméra sous tous les angles. Scène muette.

### Voice scene (scène de la voix)
Dans un bureau trois figures sont intriguées par une voix off qui, selon leurs dires, se balade d'un objet à un autre : un stylo, un fromage, un prétendu portrait de Winston Churchill ou un iceberg dans l'arrière-plan d'une scène d'hiver sur un calendrier au mur. Le spectateur n'entend pas de variation dans la voix, il doit faire confiance aux protagonistes de la scène afin de savoir ce qui est en train de parler. La calendrier tombe du mur, puis la scène entière tombe de l'écran.

### Plane (Avion/plan/niveau/clair…)
Dans un avion, cinq personnages, Debbie (hôtesse de l'air), Harry, Natalie, Alf puis un pilote, Sam, qui les rejoint vers le milieu de la séquence. La caméra, tenue main, ne cesse de bouger et tout est réalisé en tourné-monté provoquant des distorsions de son. L'image suit les figures qui ont des conversations à priori absconses. Il s'agit surtout de jeux de mots complexes et d'un discours sur la possibilité d'avoir du recul sur soi-même. Snow apparait un instant, jouant de la trompette. On finit par voir que les figures répètent des phrases que l'artiste leur demande de lire hors caméra avant chaque prise de vue.

### Sink (Évier)
Les mains de l’artiste tapent un rythme sur un évier de cuisine comme s'il s'agissait d'une batterie. L'évier est progressivement rempli d'eau, puis vidé.

### Dennis Burton
Séquence en vidéo. Le peintre canadien Dennis Burton est assis tel un présentateur de télévision, lisant un texte incompréhensible. Ses intonations affectent l'image vidéo par des distorsions et des couleurs anormales. À la fin, on comprend la fonction de son langage, les mots (anglais) sont simplement découpés selon leurs syllabes et reformés avec des espaces créant une structure de texte inhabituelle et donc difficilement compréhensible d'un premier jet.

### Polyphony (Polyphonie)
Quatre personnages, Janet, Marie, Gloria et Paul, sont dans un appartement. Ils tiennent leurs scripts dans les mains, et lisent leur texte. Ce texte est plein de trous. La bande son de cette séquence est ensuite jouée (en direct) et les protagonistes rejouent la scène en comblant les vides de la première version, tout en y ajoutant des informations. La scène est de nouveau enregistrée, puis rejouée. En tout, trois superpositions sonores ont lieu, toutes les unes à la suite des autres (d'où le titre de travail, polyphonie). Le scénario simple (une petite soirée entre amis qui écoutent des pièces de clavecin de Jean-Philippe Rameau ; Janet part au magasin acheter des bières pendant que Paul drague Marie sous les yeux de Gloria qui annonce la chose au retour de Janet. Celle-ci répond qu'elle n'est pas étonnée et semble ne pas vouloir voir la réalité en face) devient totalement impossible à suivre tant l'ensemble est déconstruit et superposé (car au-delà du travail de superposition sonore, et de mise en scène évidente par la lecture du texte, les évènements de la narration sont joués dans le désordre). À la fin, la scène est reprise avec d'autres comédiens, et s'interrompt avec Amy Taubin qui répond au téléphone à côté d'une chaise jaune : c'est une reprise de la fin du film Wavelength de 1967.

### Bus (Autobus)
La bande son reprend un texte traitant de la vraisemblance grandissante de l'image filmée grâce aux nouvelles technologies. L'image montre plusieurs personnes assises au fond d'un autobus de ville qui parcourt les rues de Toronto. Des trous réalisés directement dans la pellicule interviennent sur l'image. Les utilisateurs du bus semblent les percevoir au-dessus de leurs têtes.

### Fart (Pet)
Sous le 'regard' d'une caméra et de son opérateur, quatre personnages prennent le thé dans un salon. La scène s'ouvre sur un zoom arrière, et les paroles des figures sont totalement incompréhensibles. On comprend par les gestes et les expressions qu'une odeur désagréable a envahi la pièce. La maitresse de maison sort et revient avec un désodorisant en bombe. La scène est ensuite jouée à l'envers, révélant que les textes étaient lus dans le mauvais sens. Certains mots deviennent compréhensibles, mais leur ordre est inversé.

### Dub (Doublage)
La scène est filmée devant une mise en scène de mannequins dans une salle du Musée royal de l'Ontario montrant la vie des Amérindiens. Quatre personnages (deux hommes et deux femmes) habillés de vêtements colorés parlent de la notion d'artifice et ensuite d'un bruit d'orage qu'ils viennent d’entendre. La scène est entièrement doublée en studio, mais sans le moindre effort de synchronicité entre les mouvements de lèvres et les paroles. Le son semble donc avoir une vie totalement indépendante de la scène filmée. Petit à petit, l'image est refilmée et devient de plus en plus floue, alors que le son se déforme et s'enrichit d'extraits sonores, de paroles entendues d'une télé ou d'une radio, de cris d'animaux, et même d'un extrait du commentaire off de la séquence Commentator. À la fin, la séquence devient un film totalement abstrait de couleurs et de sons.

### Piss duet (Duo pour pipi)
Un homme et une femme nus urinent dans des seaux. Le son est amplifié par des micros.

### Embassy (Embassade)
Dans des salons au décor Louis XVI très officiel, cinq personnages (Gloria, Vivian, Peter, Tom, un éclairagiste, un preneur de son et une jeune femme japonaise presque toujours muette appelée Alexia) joués par des figures du cinéma Underground et de l'art contemporain de l'époque, exercent  sons, onomatopées, et des jeux étranges. Chaque personnage qui parle, ou plus précisément chaque origine des sons, est successivement éclairée par un assistant muni d'un spot et amplifiée par un autre tenant un micro.
Tom (joué par l'artiste Nam June Paik) tente vainement de réinterpréter A Hard Rain's a-Gonna Fall de Bob Dylan après en avoir écouté l'enregistrement. Vivian, jouée par Helene Kaplan, fait la remarque que le magnétophone arrive à contenir un énorme orchestre. Les figures écoutent des enregistrements de jazz puis des caquètements de poules. Le magnétophone est jeté en dehors du plan de l'image par un des personnages, mais lorsque la scène reprend, le son est toujours présent. L'hymne national canadien O Canada est chanté par Peter (Bob Cowan) et interprété en play back par Gloria (jouée par la critique Annette Michelson) avant qu'elle ne donne un cours magistral (fantaisiste) sur l'étymologie du mot français « chaise » et de l'anglais « chair ». L'intervention d'un ton docte est traduite en direct en coréen avant d'être répétée en canon par tout le monde. Enfin, une liste de « sujets intéressants » est donnée dans l'espoir vain de lancer une conversation. La scène semble être une parodie des discours officiels et des retransmissions télévisées de politiciens depuis des quartiers officiels.  À la fin, l'ensemble des décors vides est filmé, puis on demande à une jeune femme japonaise nommée Alexia (dont le nom rappelle l'alexie), muette depuis le début, de tenir un verre à vin contre le mur afin d'écouter s'il y a des gens dans la pièce voisine. La réponse n'est pas donnée.

### Commentator (Commentateur)
Les mains de l'artiste déplacent des objets de travail ordinaires sur un bureau surchargé. Les objets sont classés parfois par couleur, forme, puis carrément enlevés. Une voix off féminine narre en détail l'ensemble de ces micro-évènements, mais celle-ci a été enregistrée séparément. Le résultat est que les actions s’éloignent vite de leur description orale et ne se croisent qu’occasionnellement.

### Laughing Chair (la chaise qui rit)
Un couple avec un enfant regarde une télévision que l'on voit de dos. Le décor est le même que pour Polyphonie. On entend des rires off enregistrés comme dans un sitcom. L'image suivante montre une chaise en skaï jaune (celle qui apparait dans Wavelength de 1967) avec un micro dirigé vers elle. On reste à se demander si c'est elle qui rit ou s'il s'agit de la scène que regardait la famille à la télé.

### Rain (pluie)
La scène montre le mur extérieur d'une cabane en rondins avec une fenêtre. On y voit apparaitre une jeune femme accoudée (jouée par Joyce Wieland) et on entend de la pluie. Petit à petit, l'eau ruisselle sur la surface de l'image (suggérant que nous sommes nous aussi derrière une fenêtre en vis-à-vis). Les gouttes d'eau varient en taille et en mise au point : on comprend alors qu'il y a plusieurs épaisseurs de verre entre nous et le sujet. La pluie s'arrête, la figure disparait, mais le son des gouttes qui heurtent le toit continue.

### English Comedians (Comiques anglais)
La bande son est composée d'un sketch joué par Peter Cook et Dudley Moore, comiques anglais à l'accent très prononcé (et donc parfois difficilement compréhensible pour un anglophone nord-américain). Sur ce son, l'image montre deux hommes, l'un assis sur les genoux de l'autre comme une marionnette, et une jeune femme. Ils sont dans ce qui semble être un sous-sol d'immeuble avec des tuyauteries de chauffage. Trois plans différents, éclairés chacun d'une couleur spécifique et selon un angle différent, alternent selon qu'on entend l'un ou l'autre des comiques, ou les rires du public. En observant, on se rend compte qu'il ne s'agit pas d'images fixes mais que les personnages respirent et bougent légèrement.

### Hotel
Dans une chambre d'hôtel bon marché au décor kitsch, sept personnages (Sara et Léon, Jack/Jacques, Ray, Eva et Aphasia) jouent plusieurs scènes successives. C'est la séquence la plus longue du film et peut-être celle qui est la plus explicite dans ses propos. Il est question de problèmes de croyance et de vision, de réalité et de représentation, de civilisation et de disparition. Une table est détruite afin de prouver son existence, avant de réapparaitre (car la scène est montée dans un autre ordre que celui du tournage), un lit apparait et disparait, des scènes et leurs bandes son sont interverties. Une histoire anecdotique racontée par Jack est découpée mot par mot, chaque syllabe correspondant à un plan sur un objet dans la pièce. Des personnages disent des extraits de livres par Mao ou Jane Austen dictés par l'artiste avec un casque audio. Une conversation sur la décadence de la civilisation est entrecoupée de dizaines d'extraits musicaux de nature diverses. Malgré l'humour de la scène, le ton est plutôt mélancolique alors que les personnages perdent leur foi dans le visible et le tangible.

### Four (Quatre)
Paul Adams Sitney, critique de cinéma, est vu de profil en train de recompter tous les phonèmes « Four/for/fore/4 » du film. Les chiffres apparaissent à côté de lui, rajoutant des 4 à la scène et donc faussant son décompte. La scène est ensuite rejouée en superposition, comme le son de Polyphony, multipliant encore le nombre de for.

### Mental (2)
La boite de bonbons du début du film est ouverte. Elle est vide.

### Cymbal/Symbol (Cymbale/symbole)
Michael Snow apparait lui-même, assis dans le décor de « Polyphonie » et accompagné du peintre Reg Holmes. Il y fait un calembour sur « cymbal/symbol » avec une cymbale, puis présente une orange, et un jaune (une banane).

### Signature
La séquence est suivie de la rapide vue d'un camion enneigé, jeu de mots sur le nom de l'artiste.

### Erratum
Un texte manuscrit liste les phonèmes « Four/four/fore/4 » oubliés dans le film, notamment durant la séquence Commentator, et les noms absents du générique.

### Addenda
Un carton avec le mot « Addenda » apparaît, accompagné de bruitages isolés (un bébé qui pleure, un cri, un vomissement...) et d'une voix qui liste des expressions anglaises avec le verbe « to say » (dire) et le mot « word » (mot), du style « cela va sans dire » ou « aussitôt dit, aussitôt fait ».
Le film se clôt sur une image furtive de Dennis Young tirant la langue avant qu'une porte d’ascenseur se referme.

## Thématiques

### Signifié et signifiant
Un des thèmes récurrents des différentes séquences est celui des mots comme réceptacles de significations. La métaphore linguistique est visible par le nombre de récipients (réels ou figurés) qui sont remplis ou vidés : la boite de bonbons qui s'avère vide, l’évier de cuisine, le ciel qui se vide de sa pluie, la bombe aérosol, les corps humains vidés de leurs mictions, la surface du bureau vidé de ses objets, les pièces de l'ambassade vidés de leurs figures, et les mots vidés de leurs sens.

### Allusions patriotiques et politiques
Le film contient quelques références, souvent assez subtiles, à la nationalité de l'artiste. Comme nombre d'artistes canadiens, Snow s'amuse des stéréotypes canadiens et place une cabane en rondins (avec l'indispensable sapin) dans la séquence Rain et des Amérindiens de musée de cire dans la séquence Dub. L'hymne national O Canada est chanté dans la séquence Embassy par un des personnages, mais mimé en play-back comme une marionnette par un autre. Des références au bilinguisme se trouvent aussi dans cette séquence avec une analyse (fantaisiste) de l’étymologie française du mot chair, de même qu'au début du film par la présence de la mère (québécoise) de Snow lisant un texte en espagnol (alors que le même en français est lu par une autre voix).